# Argyra calcitrans
Argyra calcitrans är en tvåvingeart som beskrevs av Friedrich Hermann Loew 1861. Argyra calcitrans ingår i släktet Argyra och familjen styltflugor. Inga underarter finns listade i Catalogue of Life.